# Wiard Raveling

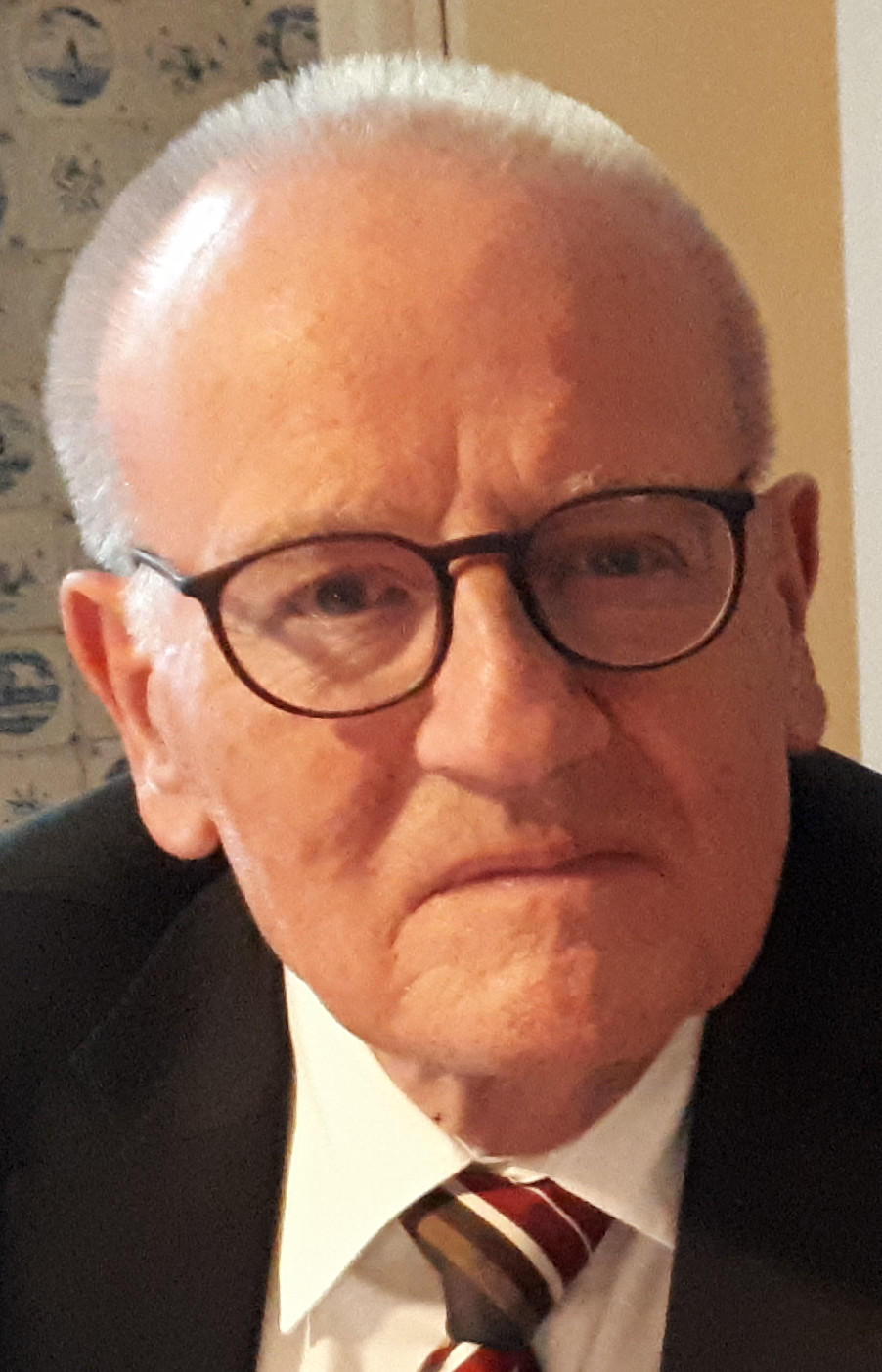
Wiard Raveling (2018)

Wiard Raveling (* 22. September 1939 in Emden) ist ein deutscher Gymnasiallehrer, Autor, Essayist und Autor von Radiosendungen.

## Leben und Wirken
Raveling studierte von 1959 bis 1965 an der Georg-August-Universität in Göttingen. Er war bis zu seiner Pensionierung als Gymnasiallehrer am Gymnasium Westerstede und am Abendgymnasium Oldenburg tätig. Er schreibt auch Hörspiele und Features für verschiedene Radiosender und Essays für Zeitungen und Zeitschriften.
Wiard Raveling ist verheiratet. Das Ehepaar hat drei Kinder.
Zentral in Ravelings Werk ist die Frage, ob und wie Versöhnung mit den Deutschen nach dem Holocaust möglich ist: Im Jahre 1980 schrieb Wiard Raveling einen Brief an den jüdischstämmigen Moral-Philosophen Vladimir Jankélévitch als Reaktion auf dessen Stellungnahme gegen die Verjährung von Kollaborationsverbrechen und Jankélévitchs Haltung zum Vergeben. Daraus entwickelte sich ein Briefwechsel und schließlich ein persönlicher Austausch in Paris bei Jankélévitch. Der Briefwechsel wurde auch von Jacques Derrida verwendet, um das Thema Vergebung zu diskutieren. Der Komponist Fabien Lévy bezieht sich auf den Briefwechsel in seiner Komposition Après tout (2012), die bei den Feierlichkeiten zum fünfzigjährigen Jubiläum des Elysée-Vertrages aufgeführt wurde.
Wiard Raveling, selbst Ostfriese, erlebte als Lehrer am Gymnasium im ammerländischen Westerstede mit, wie der Ostfriesenwitz durch die Schülerzeitung Der Trompeter entstand, und verfasste darüber das häufig referenzierte Werk Die Geschichte der Ostfriesenwitze.

## Werke

### Veröffentlichungen
- Edition Zugvögel 1. Versuch und Irrtum - Trial and Error. Ich lache, also bin ich. Elsinor Verlag 2025, ISBN 978-3-911704-00-7
- Edition Zugvögel 2. Englisch, jetzt Englisch, nur noch Englisch. Elsinor Verlag, Coesfeld 2025, ISBN 978-3-911704-01-4
- Die Ohrfeige. Kurzprosa. Brot und Spiele Verlag, Wien 2024, ISBN 978-3-903406-28-5.
- Der Erfinder. Ein Roman in Dialogen. Königshausen & Neumann, Würzburg 2023, ISBN 978-3-8260-8450-8.
- Die Englische Sprache. IFB Verlag Deutsche Sprache, Paderborn 2019, ISBN 978-3-942409-83-4.
- Edinburgh. Über die korrekte Aussprache ausländischer Namen. Sprachnachrichten, Nr. 75 (III/2017), S. 12.
- Edgar Allan Poe, der Erfinder der Detektivgeschichte. Zeitschrift Mut, Mai 2017.
- Der „schwarze Ostfriese“ und das Saterfriesische. In: Quickborn Zeitschrift für plattdeutsche Sprache und Literatur, Jahrgang 107: 2017, Heft 2, S. 30–44, Text als PDF-Datei.[10][Anm. 1]
- Melancholiker, Choleriker, Sanguiniker, Phlegmatiker und der etymologische Trugschluss, Sprachnachrichten, Nr. 64 (IV/2014), S. 18.
- Ist Versöhnung möglich? Meine Begegnung mit Vladimir Jankélévitch. In deutscher u. französischer Sprache u. mit einem Vorwort von Georges-Arthur Goldschmidt. Isensee Verlag, Oldenburg 2014, ISBN 978-3-7308-1095-8.
- Barack Obama und die Geschichte der Schwarzen in den USA. Zeitschrift Mut, Januar 2009.
- Gelenkte Kreativität. Praxis Fremdsprachenunterricht, 6/2005, S. 26–32.
- Alistair Cookes Letter from America. Zeitschrift Mut, Januar 2004, S. 24–39.
- Die Unverlangten. Zeitschrift Mut, Oktober 2002, S. 60–75.
- Zeitungsarbeit im Englischunterricht der Oberstufe. Praxis des neusprachlichen Unterrichts, 49. Jahrgang (2002), Heft 4, S. 382–386.[11]
- Das Phänomen Harry Potter. Zeitschrift Mut, Juli 2001, S. 68–87.
- Dinner for One, ein deutsches Phänomen. Zeitschrift Mut, Dezember 2000, S. 84–92.
- Englisch, Englisch über alles. Zeitschrift Mut, September 1999, S. 6–21.
- Über Vladimir Jankélévitch. In: Akademie der Künste (Hrsg.): Sinn und Form. 49. Jahr / 1997, 3. Heft, S. 328–338.
- Die Bungo-Bukolik De casu moro : blgasu, blgasu,blgasu: innerafrikanische Anvantgarde im Focus transeuropäischer Linguistik. Verlag Libelle,   Lengwil (Schweiz) 1996, ISBN 978-3-909081-79-0.
- Lettres pour un pardon. Le Magazine Littéraire, Nr. 333, Juni 1995, S. 51–58.
- Die Geschichte der Ostfriesenwitze. Verlag Schuster, Leer 1993, ISBN 978-3-7963-0295-4.

### Herausgeberschaften
- Funny quotes. In englischer Sprache. Reclam, Ditzingen 2013, ISBN 978-3-15-019879-7.
- Limericks. In englischer Sprache. Reclam, Ditzingen 1999, ISBN 978-3-15-009060-2.

## Hörspiele und Radiofeatures von Wiard Raveling
- Eine ganz dunkle Geschichte, Kriminalhörspiel (Autor)[12]
- Schrägstrich eins und zwo, Hörspiel (Autor)[13]
- Der Lexikograf des Teufels – Eine Lange Nacht über Ambrose Bierce, Radiofeature (Autor)[14]
- Übergetreten, Hörspiel (Autor)[15]
- Decouvrage, Hörspiel (Autor)[16]
- Du warst ganz wunderbar, Hörspiel (Bearbeitung Wort)[17]
- Seefieber, Hörspiel (Bearbeitung Wort)[18]